# Khamis Mushayt
Khamis Mushayt är en stor stad i sydvästra Saudiarabien. Den är belägen knappt tre mil nordöst om Abha, i provinsen Asir i landsdelen Hijaz. Staden är belägen i inlandet, i en bergig region med bördig jord och på cirka 2 000 meters höjd över havet. Den har traditionellt varit ett lokalt handelscentrum för Mushayt-klanen; stadens namn Khamis Mushayt, 'Torsdag Mushayt', syftar på torsdagsmarknaden i staden.
Staden var länge en mindre ort med regional betydelse och endast cirka 50 000 invånare. Efter etableringen av militärbaser för armén och flygvapnet i Khamis Mushayt har staden växt betydligt, år 2004 till drygt 370 000 invånare, 2015 till 588 000 invånare och 2022 till drygt 600 000 invånare. Stadsregionen med centrum i Khamis Mushayt räknas ibland som den femte största i landet.
Utöver stadens militära betydelse, strax norr om det krigshärjade Jemen, är jordbruksnäringen en betydelsefull del av ekonomin. De viktigaste grödorna är vete, ris, kaffe och henna. Traditionellt har kvinnor en friare ställning i Khamis Mushayt än i Saudiarabien i stort, och de verkar här inom handeln mot köpare och säljare oavsett kön.
Khamis Mushayt är en central militär stödjepunkt i den södra delen av landet. Den ligger tillräckligt nära den jemenitiska gränsen för att kunna nås av drönare från houthistyret i norra Jemen.